# Giovanni Battista (nome)
Giovanni Battista  è un nome proprio di persona italiano maschile.

## Varianti
- Maschili: Giovan Battista, Giovanbattista
  - Ipocoristici: Gian Battista, Giambattista[1], Gianbattista, Giobatta[2]

### Varianti in altre lingue
- Francese: Jean-Baptiste[3]
- Ligure: Gioan Battista[4]
  - Ipocoristici: Baciccia, Bacci, Baciccin, Giobatta
- Portoghese: João Batista
- Spagnolo: Juan Bautista
- Tedesco: Johann Baptist

## Origine e diffusione

Il battesimo di Cristo, di Guido Reni

Si tratta di un nome composto, formato dall'unione di Giovanni (o Gianni) e Battista; viene generalmente dato in onore di san Giovanni il Battista.

## Onomastico
L'onomastico si festeggia in memoria di san Giovanni Battista, festeggiato il 7 gennaio dalla Chiesa ortodossa e il 24 giugno e il 29 agosto da quella cattolica. Si ricordano con questo nome anche numerosi altri santi e beati, fra i quali, nei giorni seguenti:
- 7 aprile, san Jean-Baptiste de La Salle, pedagogo e fondatore
- 23 maggio, san Giovanni Battista de' Rossi, sacerdote
- 1º giugno, san Giovanni Battista Scalabrini, vescovo
- 17 novembre, otto dei beati martiri dei pontoni di Rochefort portano il nome Jean-Baptiste

## Persone

Giovanni Battista Caproni

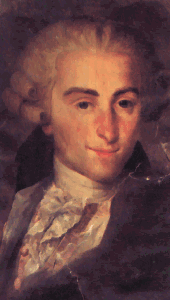
Giovanni Battista Sammartini

- Giovanni Battista Bachelet, fisico e politico italiano
- Giovanni Battista Beccaria, monaco, fisico e matematico italiano
- Giovanni Battista Belzoni, esploratore italiano
- Giovanni Battista Cavalcaselle, scrittore, storico e critico d'arte italiano
- Giovanni Battista Carlone, pittore svizzero
- Giovanni Battista Caproni, ingegnere aeronautico, imprenditore e pioniere dell'aviazione italiano
- Giovanni Battista Casti, poeta e librettista italiano
- Giovanni Battista Guadagnini, liutaio italiano
- Giovanni Battista Montini, divenuto papa con il nome di Paolo VI
- Giovanni Battista Morgagni, medico, anatomista e patologo italiano
- Giovanni Battista Pamphilj, divenuto papa col nome di Innocenzo X
- Giovanni Battista Piranesi, incisore, architetto e teorico dell'architettura italiano
- Giovanni Battista Scalabrini, vescovo cattolico italiano
- Giovanni Battista Scapaccino, carabiniere italiano
- Giovanni Battista Sammartini, compositore, organista, insegnante e maestro di coro italiano

### Variante Giovan Battista

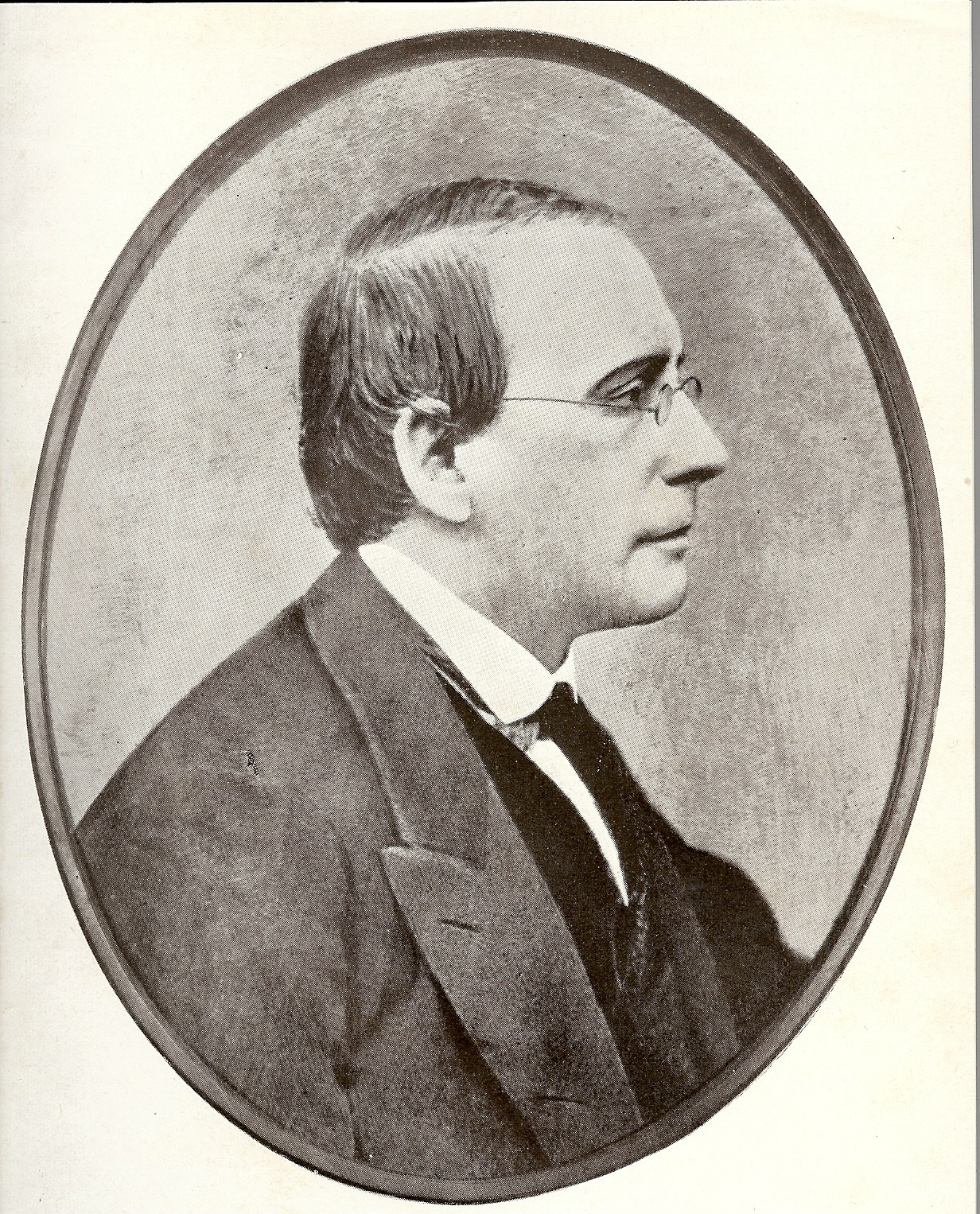
Giovan Battista Bottero

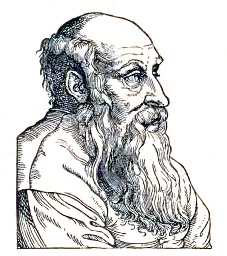
Giovan Battista Gelli

- Giovan Battista Andreini, attore teatrale, drammaturgo e capocomico italiano
- Giovan Battista Bottero, giornalista italiano
- Giovan Battista Carpi, fumettista italiano
- Giovan Battista Cavagna, architetto, ingegnere e pittore italiano
- Giovan Battista Crispo, letterato, storico e filosofo italiano
- Giovan Battista Gelli, filosofo, scrittore e accademico italiano
- Giovan Battista Magnaghi, oceanografo, scienziato e progettista italiano
- Giovan Battista Pigna, umanista e letterato italiano
- Giovan Battista Vanni, pittore italiano

### Variante Giovanbattista
- Giovanbattista Bitto, partigiano italiano
- Giovanbattista Davoli, docente e politico italiano
- Giovanbattista Gaglioffi, vescovo cattolico italiano
- Giovanbattista Pellegrini, cestista italiano
- Giovanbattista Tedesco, carabiniere italiano
- Giovanbattista Venditti, rugbista a 15 italiano
- Giovanbattista Vitale, criminale italiano

### Variante Gian Battista
- Gian Battista Bafico, pallanuotista italiano
- Gian Battista Brocchi, geologo italiano
- Gian Battista Cagna, calciatore italiano
- Gian Battista Carrer, pittore italiano
- Gian Battista Casella, compositore italiano
- Gian Battista Corso, calciatore italiano
- Gian Battista Magaraggia, calciatore italiano
- Gian Battista Mantegazzi, compositore e direttore di banda svizzero
- Gian Battista Odone, calciatore italiano
- Gian Battista Opisso, calciatore italiano

### Variante Gianbattista

Gianbattista Troiani

- Gianbattista Baronchelli, ciclista su strada italiano
- Gianbattista Gilli, ciclista su strada italiano
- Gianbattista Occhipinti Scopetta, religioso italiano
- Gianbattista Scugugia, calciatore italiano
- Gianbattista Servidati, calciatore italiano
- Gianbattista Troiani, scultore italiano
- Gianbattista Zuddas, pugile italiano

### Variante Giambattista

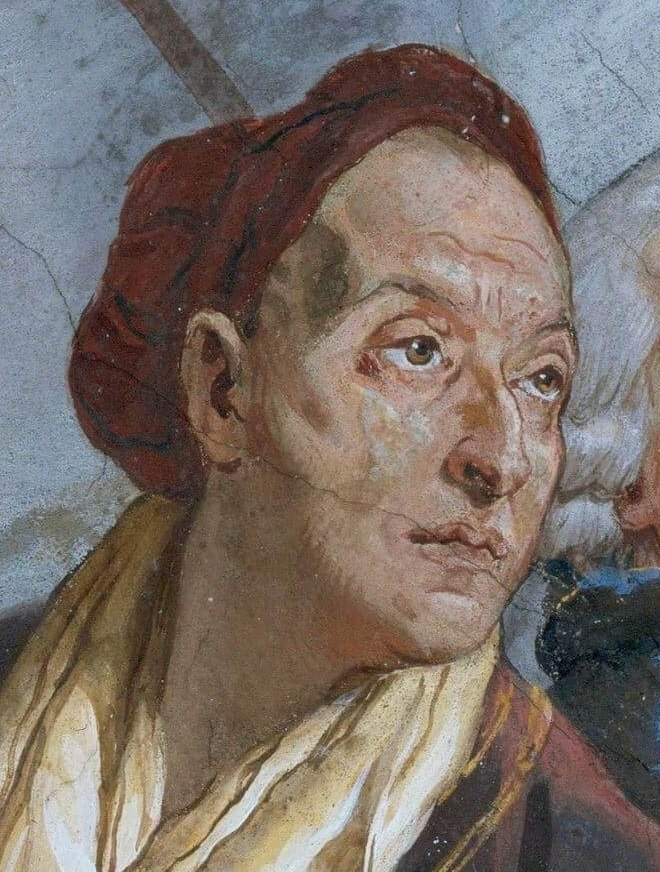
Giambattista Tiepolo

- Giambattista Basile, letterato e scrittore italiano
- Giambattista Canal, pittore italiano
- Giambattista Castelnuovo, vescovo cattolico italiano
- Giambattista Dal Piaz, geologo e scienziato italiano
- Giambattista De Curtis, pittore e poeta italiano
- Giambattista Giustinian, politico italiano
- Giambattista Pentasuglia, patriota e politico italiano
- Giambattista Rubini, cardinale italiano
- Giambattista Tiepolo, pittore e incisore italiano
- Giambattista Vico, filosofo, storico e giurista italiano

### Variante Jean-Baptiste

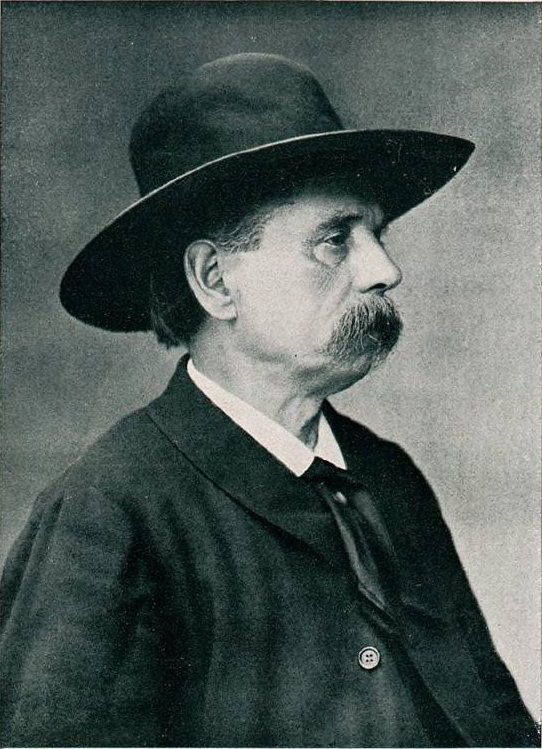
Jean-Baptiste Clément

- Jean-Baptiste Bréval, compositore e violoncellista francese
- Jean-Baptiste Carpeaux, scultore e pittore francese
- Jean-Baptiste Clément, musicista francese
- Jean-Baptiste Colbert, politico ed economista francese
- Jean-Baptiste de La Salle, pedagogo, presbitero e santo francese
- Jean-Baptiste Desmarets, generale francese
- Jean-Baptiste Gaye, politico francese
- Jean-Baptiste Isabey, incisore e pittore francese
- Jean-Baptiste Jourdan, generale francese
- Jean-Baptiste Lully, compositore, ballerino e strumentista italiano naturalizzato francese
- Jean-Baptiste Nothomb, politico e diplomatico belga
- Jean-Baptiste Poquelin, vero nome di Molière, commediografo, attore teatrale e drammaturgo francese
- Jean-Baptiste van Loo, pittore e ritrattista francese

### Variante Johann Baptist

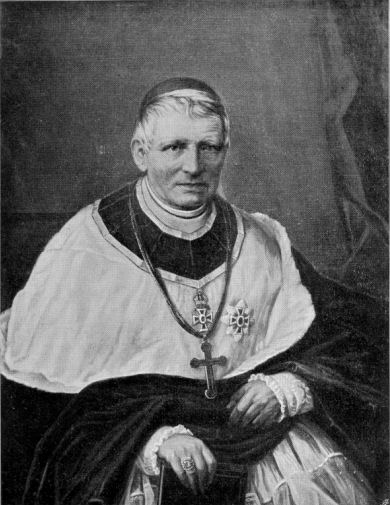
Johann Baptist Rudolf Kutschker

- Johann Baptist Alzog, teologo tedesco
- Johann Baptist Cramer, pianista e compositore inglese
- Johann Baptist Cysat, gesuita, astronomo e matematico svizzero
- Johann Baptist Jordan, sacerdote tedesco
- Johann Baptist Rudolf Kutschker, cardinale e arcivescovo cattolico austriaco
- Johann Baptist Metz, teologo tedesco
- Johann Baptist Moroder, scultore austriaco
- Johann Baptist Georg Neruda, compositore e violinista ceco
- Johann Baptist Ritter von Spix, zoologo, biologo ed esploratore tedesco
- Johann Baptist Spaur, politico e diplomatico austriaco
- Johann Baptist Vanhal, compositore ceco
- Johann Baptist von Thurn und Taxis, vescovo cattolico tedesco
- Johann Baptist Zimmermann, pittore e stuccatore tedesco